# Ваньші-Шічжуді
Ваньші-Шічжуді (кит.: 萬氏尸逐侯鞮; д/н — 124) — шаньюй південних хунну в 98—124 роках.

## Життєпис
Син шаньюя Хусє-Шічжухоуді. При народженні отримав ім'я Тань. Про молоді роки обмаль відомостей. 98 року спадкував владу після смерті стрийка Тінду-Шічжухоуді, взявши ім'я Ваньші-Шічжуді. Вимушен був боротися проти Фенхоу, шаньюя північних хунну.
У 109 році під впливом ренегата Хань Цзуна повстав проти Східної Хань. Спочатку атакував дуляо-гянгюня (урядника над південними хунну) Ген Чуна, але не зміг його здолати. У відповідь китайці завдали поразки шаньюю, вбивши 3 тис. вояків. Втім Ваньші-Шічжуді зміг захистити свою ставку. У 110 році південні хунну здійснили напади на командирства Чаншань і Чжуншань (в сучасній провінції Хебей). За цим оточив ханьську армію на чолі із Лян Цінєм, але зрештою зазнав поразки. У 111 році Ваньші-Шічжуді вирішив замиритися з імперією, отримавши зрештою амністію.
В наступні роки допомагав китайцям у приборканні повстань ухуанів, сяньбі й цян. Втім вже не мав відповідної довіри. Тому 118 року, коли здався Фенхоу ханьський уряд не передав Ваньші-Шічжуді владу над північними хунну.
121 року шаньюй відправив військо на чолі із веньюйду-ваном Хуцзювеєм на допомогу дуляо-гянгюню Ген Кую, що знову воював з сяньбі. Разом з тим Ваньші-Шічжуді постійно скаржився імператорові на утиски урядника, якого зрештою зняли з посади. 123 року зазнав нападу сяньбі. Помер шаньюй 124 року. Йому спадкував брат Уцзіхоу-Шічжуді.